# Eleição legislativa da França em Junho de 1946
As eleições legislativas da França foram realizadas a 2 de Junho de 1946 e, serviram para eleger os 586 deputados para a Assembleia Nacional.
Após a libertação da França em 1944, foi criado um governo provisório entre PCF, SFIO e MRP, liderado por Charles de Gaulle.
Apesar da vitória da aliança destes 3 partidos nas eleições de 1945, De Gaulle saiu em desacordo por não concordar com o sistema parlamentar apoiado pelos 3 partidos. De Gaulle saiu em 1946, e, apesar da união dos 3 partidos no governo provisório, o referendo sobre a Constituição em Maio de 1946 deu a vitória ao "Não", muito graças ao apelo do MRP e dos receios da influência marxista na Constituição proposta.
Estas novas eleições, deram outra vitória enorme à aliança dos 3 partidos, com o Movimento Republicano Popular a tornar-se o partido mais votado, com 28,2% dos votos contra os 26,0% do Partido Comunista Francês e os 21,1% da Secção Francesa da Internacional Operária.
Após as eleições, o tripartido entre MRP, PCF e SFIO continuou no poder, e, finalmente chegou para uma nova Constituição, que viria ser aprovada em Outubro de 1946.

## Resultados oficiais
| Partido                 | Partido                                   | Votos      | %               | +/-   | Deputados | +/-   |
| ----------------------- | ----------------------------------------- | ---------- | --------------- | ----- | --------- | ----- |
|                         | Movimento Republicano Popular             | 5 589 213  | 28,21 / 100,00  | 4,30  | 166 / 586 | 15    |
|                         | Partido Comunista Francês                 | 5 145 325  | 25,98 / 100,00  | 0,25  | 153 / 586 | 6     |
|                         | Secção Francesa da Internacional Operária | 4 187 747  | 21,14 / 100,00  | 2,31  | 128 / 586 | 18    |
|                         | Moderados (Direita)                       | 2 538 167  | 12,82 / 100,00  | 2,85  | 78 / 586  | 14    |
|                         | União dos Radicas de Esquerda             | 2 299 963  | 11,61 / 100,00  | 1,07  | 52 / 586  | 8     |
|                         | Outros                                    | 44 915     | 0,23 / 100,00   | 0,04  | 9 / 586   | 3     |
| Votos Inválidos         | Votos Inválidos                           | 409 870    | 2,03 / 100,00   | 0,54  |           |       |
| Total                   | Total                                     | 20 215 200 | 100,00 / 100,00 |       | 586 / 586 |       |
| Eleitorado/Participação | Eleitorado/Participação                   | 24 696 949 | 81,85 / 100,00  | 2,02  |           |       |
| Fonte                   | Fonte                                     | [ 2 ]      | [ 2 ]           | [ 2 ] | [ 2 ]     | [ 2 ] |